# Piracatinga
A piracatinga, Calophysus macropterus (Lichtenstein, 1819) é uma espécie de peixe sul-americano de água doce. Pertence a família Pimelodídeos, pertencente ao gênero Calophysus.

## Etimologia
Por pertencer à ordem Siluriformes, que são dos bagres e cascudos, são popularmente conhecidos como peixes-gato pois possuem barbilhões que lembram os bigodes dos felinos.
O seu nome científico Calophysus macropterus vem da etimologia Calophysus (do grego Kalo, belo ou bonito + Physis, bolha ou inchaço) que pode ser interpretado como “belo inchaço” ou “belo formato” referindo-se a sua morfologia. E, macropterus (do grego Makros, longo + pteron, nadadeira) referindo-se às suas nadadeiras longas.
Seu nome popular Piracatinga vem da língua indigena brasileira, o Tupi, em que, Pira significa “peixe” e Catinga, “odor forte”, sendo relacionado ao cheiro forte que o peixe apresenta ao ser preparado ou consumido, traduzindo então como “peixe de cheiro forte”.

## Taxonomia e sistemática
É um peixe teleósteo da família Pimelodidae pertencente à classe Actinopterygii ou actinopterígeos (do grego aktis, raio + pteryx, nadadeira; asa). Esta espécie faz parte da ordem Siluriformes, caracterizados pelo corpo sem escamas , coberto de couro ou de placas ósseas.
A espécie inicialmente foi descrita como Silurus macropterus por Lichtenstein em 1819. Mais tarde, foi classificada sob o gênero Calophysus que continua em uso, houve várias tentativas de reclassificação e alguns sinônimos ao longo do tempo, incluindo Asterophysus macropterus. 
Calophysus macropterus foi frequentemente confundida com outras espécies da família Pimelodidae devido à sua distribuição ampla e semelhança com outras espécies carniceiras. A piracatinga pertence a uma das maiores famílias de bagres na América do Sul e, dentro dos siluriformes, é  filogeneticamente próximos de gênero como Pimelodus e Sorubim. Estudos modernos, utilizando informações moleculares, ajudaram a resolver essas ambiguidades, desmonstrando que Calophysus é distinto, embora compartilhe ancestralidade com essas outras espécies (Lichtenstein, 1819). 
Estudos genéticos sugerem que Calophysus divergiu de outros bagres carniceiros há cerca de 15 a 20 milhões de anos, durante o período Mioceno, período marcado pela formação da bacia amazônica. Essa espécie ocupa um nicho especializado, desempenhando um papel similar ao comportamento de limpeza de algumas espécies marinhas, sendo uma das poucas em sua família adaptadas ao consumo de tecidos em decomposição.

## Distribuição geográfica
A piracatinga é uma espécie de peixe amplamente distribuída nas regiões amazônicas da América do Sul, abrangendo países como Brasil, Colômbia, Peru, Bolívia e Equador. Sua presença é amplamente registrada em toda a bacia do rio Amazonas e seus principais afluentes, incluindo os rios Solimões, Madeira, Tapajós e Negro. Além disso, a espécie também é encontrada na bacia do rio Orinoco, na Venezuela, e no rio Magdalena, na Colômbia.

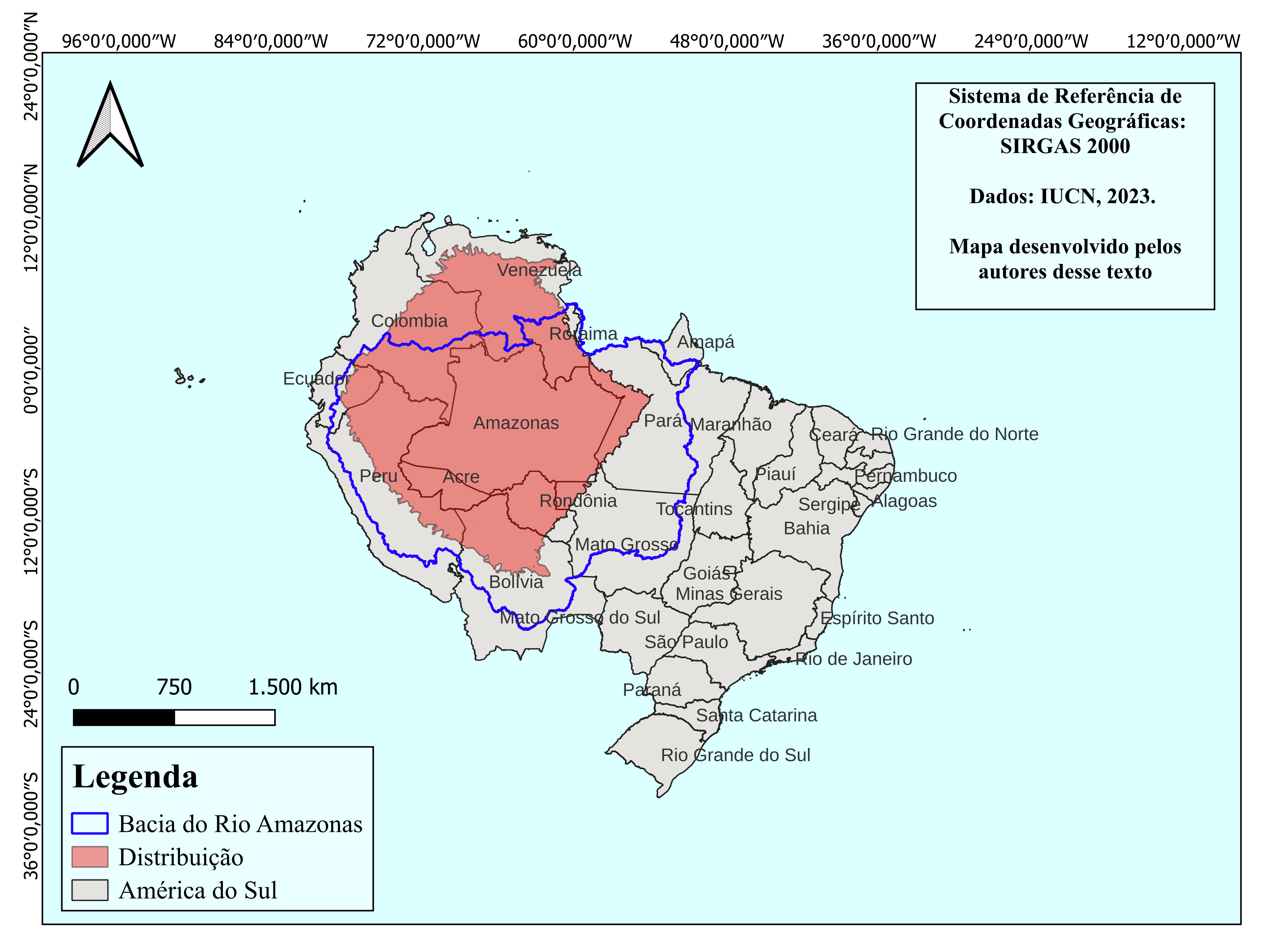
Distribuição geográfica da Piracatinga

Esse peixe habita preferencialmente ambientes de água doce, sendo encontrado em uma ampla variedade de habitats aquáticos, como grandes rios, várzeas alagáveis e canais principais. Durante a estação de cheia, é comum nas planícies alagadas, onde se beneficia do aumento da disponibilidade de matéria orgânica e abrigo proporcionado pela vegetação aquática. Na estação seca, com a retração das áreas inundáveis, a piracatinga migra para os canais principais dos rios, onde a profundidade maior e a presença de matéria em decomposição ainda garantem recursos alimentares.

## Biologia e história natural
A piracatinga trata-se de um bagre de médio porte, podendo atingir até 40 cm de comprimento e 1 kg de massa. É mais ativa durante o dia e é ovípara, ou seja, os filhotes se desenvolvem dentro de um ovo. A alimentação da espécie é onívora, portanto possui hábitos alimentares mais diversificados, podendo digerir diferentes tipos de alimentos como carnes e vegetais, além de animais mortos e em decomposição, por isso é facilmente atraída ao utilizarem iscas de carcaças de animais como botos, jacarés, peixes e vísceras de grandes bagres e animais domésticos. Mas, os pescadores optam pelo uso da carne de boto devido a proporção do animal, sua capacidade de atração para a piracatinga (captura mais peixes com menos esforço) e sua disponibilidade local.
A piracatinga é abundante durante todo o ano e existem poucas informações sobre seu ciclo de vida. Pesquisadores puderam indicar que de dezembro a maio, a espécie está mais propícia para atividades reprodutivas. Uma hipótese defendida por cientistas aponta que quando a piracatinga está próximo da desova, é possível que ela realize migrações reprodutivas, deslocando-se para áreas não acessíveis à pesca, como exemplo, as cabeceiras dos rios. Apresenta também uma elevada taxa de crescimento, uma curta expectativa de vida e uma elevada mortalidade natural.

## Conservação
A conservação da piracatinga enfrenta desafios significativos devido à exploração intensiva da espécie e aos impactos associados à sua pesca sobre a biodiversidade amazônica. A piracatinga (Calophysus macropterus) é classificada como 'Pouco Preocupante' (LC) tanto na Lista Vermelha do Livro Vermelho da Fauna Brasileira Ameaçada de Extinção 2022, elaborada pelo Instituto Chico Mendes de Conservação da Biodiversidade (ICMBio) e publicada conforme a Portaria MMA nº 148, de 7 de junho de 2022, quanto na Lista Vermelha da IUCN de 2020. Apesar dessa classificação de 'Pouco Preocupante' em ambas as listas, fatores como práticas de pesca predatória e bioacumulação de mercúrio levantam preocupações sobre o manejo sustentável de suas populações e os riscos ecológicos e sociais decorrentes de sua exploração.

### Ameaças e impactos
A pesca da piracatinga está diretamente associada a práticas predatórias que utilizam tanto mamíferos aquáticos, por exemplo botos (Inia geoffrensis), quanto alguns répteis, como jacarés (Melanosuchus niger), para serem iscas. Isso contribui para o declínio de espécies vulneráveis e de ciclos de vida longos, cuja recuperação populacional é lenta. Além disso, a crescente demanda comercial pela piracatinga tem levado à redução do tamanho médio dos peixes capturados, um indicativo de pressão sobre os estoques naturais.
Outro problema relevante é a bioacumulação de mercúrio em sua carne, proveniente de seu hábito alimentar necrófago. Diversos estudos destacam que os níveis de mercúrio em tecidos da piracatinga frequentemente ultrapassam os limites seguros para o consumo humano, o que representa um risco significativo à saúde pública, especialmente para comunidades ribeirinhas que dependem do peixe como alimento básico.

#### Medidas de conservação
Para conter os impactos da pesca predatória, o Brasil implementou uma moratória em 2015, proibindo a pesca e comercialização da piracatinga por cinco anos, medida posteriormente estendida por tempo indeterminado em 2023. Essas proibições visam proteger os botos e jacarés, que são usados como isca, mas a fiscalização insuficiente tem limitado a eficácia dessas ações, permitindo que a pesca ilegal persista em várias regiões.  
Como alternativa, a aquicultura da piracatinga tem sido proposta como uma solução sustentável. A criação controlada, com manejo adequado e a substituição de iscas por fontes sustentáveis, pode reduzir a pressão sobre os estoques naturais e atender à demanda de mercado de maneira ecologicamente responsável.  
A conservação da piracatinga requer um esforço coordenado que combine regulamentação eficaz, fiscalização, alternativas econômicas sustentáveis e conscientização das comunidades locais. Além disso, a realização de mais estudos sobre sua dinâmica populacional e o impacto da pesca nas cadeias ecológicas da Amazônia é fundamental para embasar políticas de manejo.  
Apesar de desempenhar um papel essencial como necrófaga nos ecossistemas amazônicos, a sustentabilidade de sua exploração depende do equilíbrio entre a proteção de espécies afetadas pela pesca predatória e o uso sustentável dos recursos naturais.  

## Aspectos culturais
A piracatinga desempenha um papel relevante no aspecto cultural e socioeconômico das comunidades ribeirinhas da Amazônia, tradicionalmente chamada de abutre-d’água” devido aos seus hábitos de alimentação necrófagos em que se alimenta de tudo, desde frutas a animais, inclusive mortos. 
Historicamente, tem sido amplamente consumida por populações locais devido à sua abundância e facilidade de captura, especialmente durante períodos em que outras espécies de peixe são menos disponíveis. Em muitas comunidades amazônicas, a piracatinga é valorizada por complementar a dieta alimentar e servir como importante fonte de proteína.
Culturalmente, a captura dessa espécie está frequentemente relacionada a práticas tradicionais de pesca, nas quais são utilizados métodos simples e artesanais.

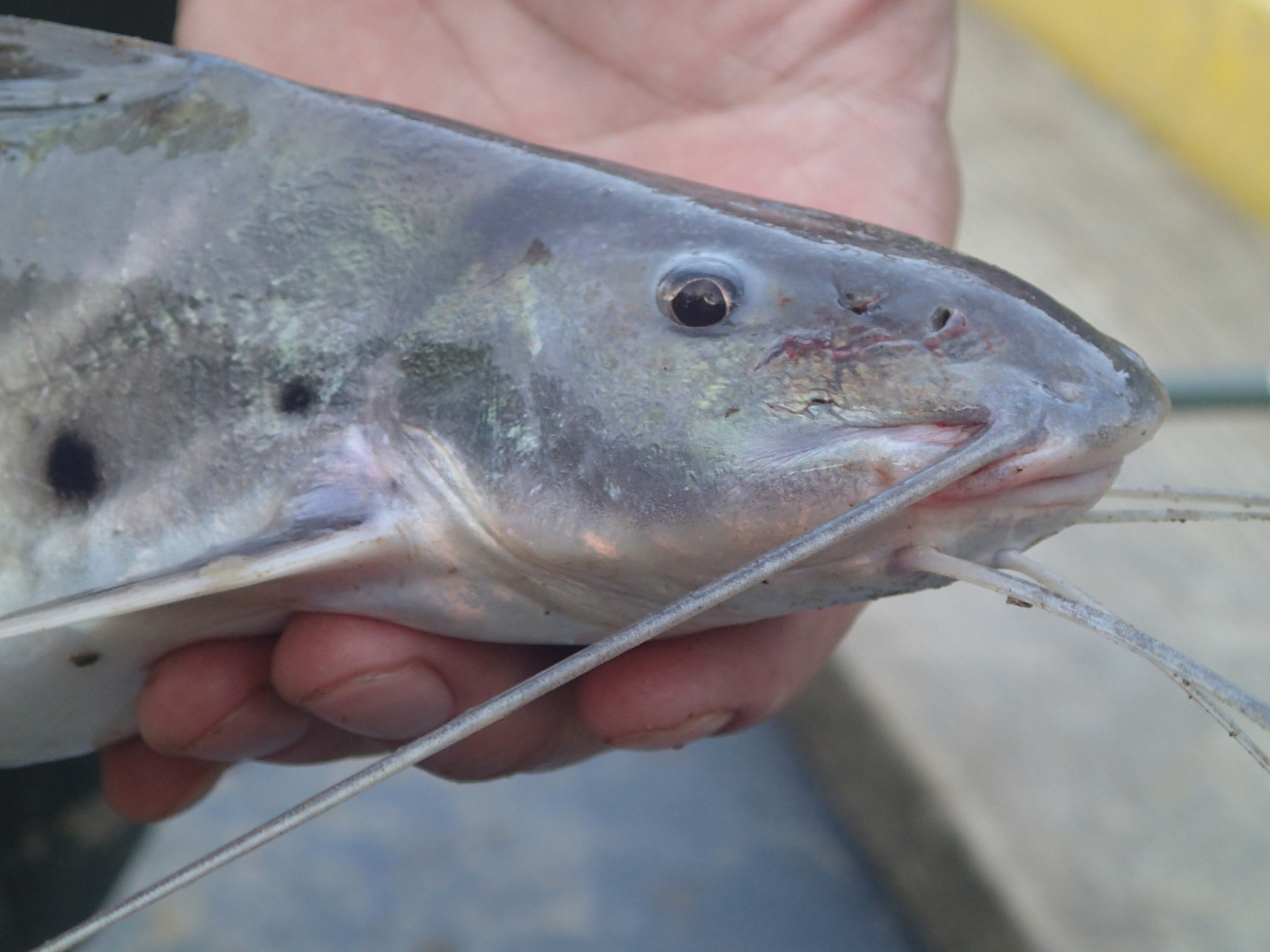

Além disso, o consumo da piracatinga está associado a feiras e mercados locais em cidades amazônicas, onde é vendida fresca ou salgada. Contudo, a percepção cultural em torno dessa espécie sofreu mudanças nos últimos anos devido a campanhas de conscientização sobre a preservação de botos e a proibição temporária de sua pesca em determinados períodos.